# Federální ministerstvo obrany ČSFR
Federální ministerstvo obrany (FMO) ČSFR působilo v letech 1990 až 1992 jako ústřední orgán státní správy, na jehož čele stál člen vlády ČSFR.

## Vznik
FMO vzniklo dne 19. července 1990 přejmenováním z Federálního ministerstva národní obrany, na základě ústavního zákona FS ČSFR č. 296/1990 Sb. o změnách v sústavě federálních ústředních orgánů státní správy, v jejichž čele stojí člen vlády České a Slovenské Federativní Republiky - čl. VII - "Pokud je v ústavních a jiných zákonech a v ostatních obecně závazných právních předpisech uveden název Federální ministerstvo národní obrany, rozumí se tím Federální ministerstvo obrany." 

## Organizace
- 01.10.1974 - 31.12.1992 Armádní středisko vrcholového sportu DUKLA
- 01.01.1990 - 31.12.1992 Ekonomická Správa
- 14.03.1990 - 31.12.1992 Generální štáb Československé armády
- 01.01.1989 - 31.12.1992 Hlavní správa pozemních vojsk
- 01.09.1985 - 31.12.1992 Hlavní správa vyzbrojování a technického zabezpečení
- 01.01.1981 - 31.12.1992 Hlavní stavební a ubytovací správa
- 15.08.1950 - 31.12.1992 Hlavní styl
- 01.07.1990 - 31.12.1992 Inspektorát federálního ministerstva obrany
- 01.04.1990 - 31.12.1992 Personální správa
- 01.10.1951 - 31.12.1992 Správa vojenského školství
- 01.09.1961 - 31.12.1992 Správa vojenských soudů
- 01.05.1990 - 01.05.1991 Velitelství letectva a protivzdušné obrany státu
- 23.05.1950 - 31.12.1992 Velitelství vojsk civilní obrany
- 01.09.1965 - 01.01.1992 Východní vojenský okruh
- 01.09.1969 - 01.01.1992 Západní vojenský okruh
- 01.04.1991 - 31.12.1992 Institut pro strategické studia
- 01.05.1991 - 31.12.1992 Velitelství letectva a protivzdušné obrany
- 01.12.1991 - 31.12.1992 Správa tankového a mechanizovaného vojska
- 01.01.1992 - 31.12.1992 Vojenské velitelství Východ
- 01.01.1992 - 31.12.1992 Vojenské velitelství Západ
- 01.03.1992 - 31.12.1992 Vojenské velitelství Střed [2]

## Zánik
FMO ČSFR zaniklo dne 31. prosince 1992 na základě ústavního zákona FS ČSFR č. 542/1992 Sb. o zániku ČSFR. ze dne 25. listopadu 1992. 